# بلانکنزی (اوکر-راندوو)
بلانکنزی (به آلمانی: Blankensee) یک شهر در آلمان است که در فرپومرن-گرایفسوالد واقع شده‌است. بلانکنزی ۵۷۲ نفر جمعیت دارد.